# Nicolaas Lansdorp
Nicolaas Lansdorp (junior) (Amsterdam, 4 april 1885 - Haarlem, 18 januari 1968) was een Nederlands architect, tekenaar en hoogleraar Technische Hogeschool Delft.
Als architect heeft hij woningen, scholen en andere gebouwen, vooral in Amsterdam en Rotterdam ontworpen. Lansdorp was van 1916 tot 1919 als architect werkzaam voor de gemeente Rotterdam, en vanaf 1919 tot 1932 voor de gemeente Amsterdam.
Enkele door hem ontworpen gebouwen:
- Schoolgebouw op Hygieaplein 40 (tegenwoordig Europaschool), Amsterdam-Zuid, 1921
- Dubbel schoolgebouw aan de Wingerdweg 28-34, Amsterdam-Noord, 1926, 2017 een bedrijfsverzamelgebouw
- Vossiusgymnasium, school, Amsterdam-Zuid, 1926
- Uitbreiding van het Stadhuis van Amsterdam, met Allard Remco Hulshoff, aan de Oudezijds Voorburgwal, 1926
- voormalige Meisjes-HBS, tegenwoordig Gerrit van der Veen College, Amsterdam-Zuid, 1930
- Centrale Markthallen, Amsterdam-West, 1934
- Kerkgebouw Gereformeerde Gemeente, Kampen, 1951[1]

Lansdorp was van 1932 tot 1955 hoogleraar aan de Technische Hogeschool Delft.

## Afbeeldingen

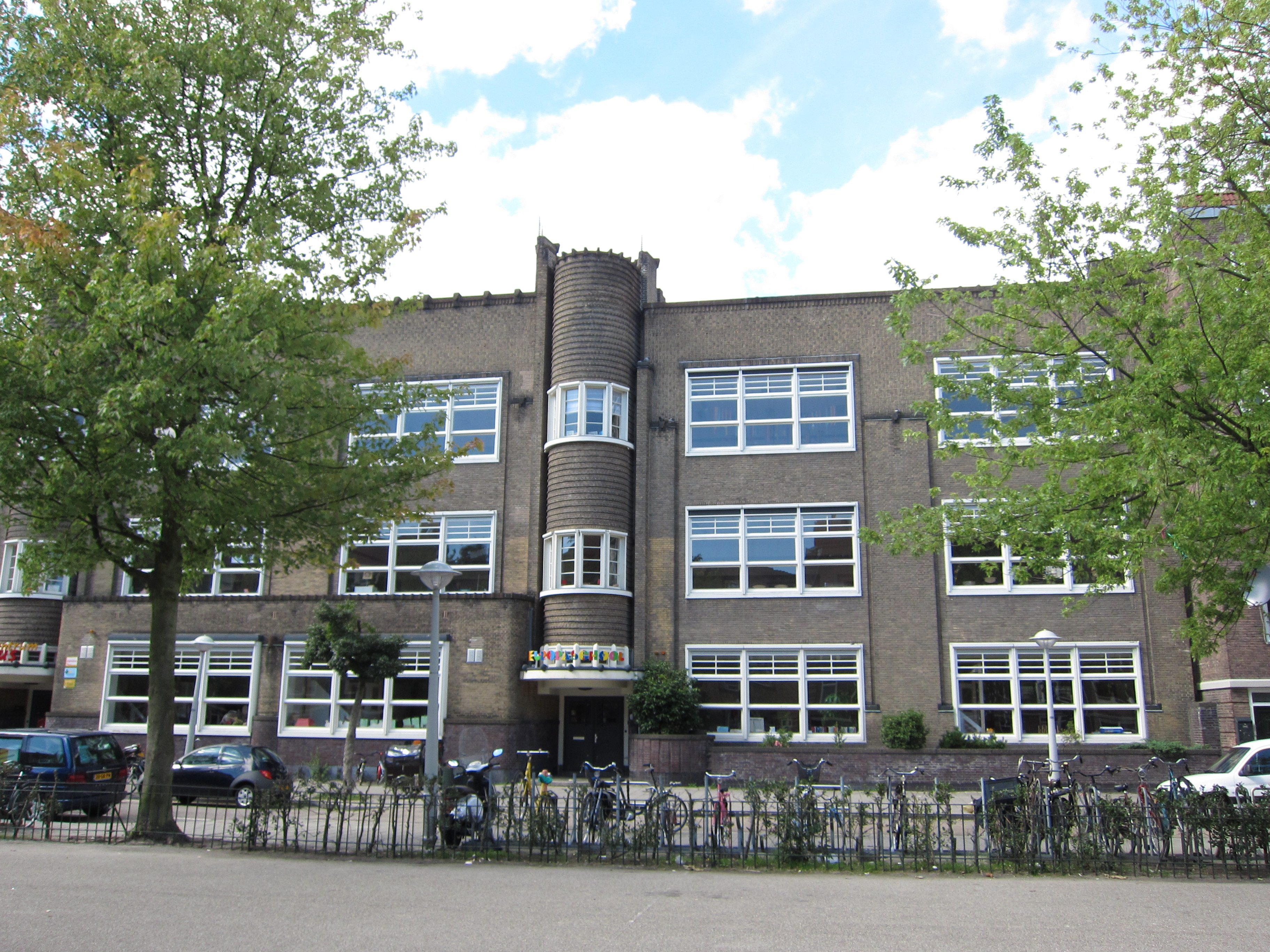
Schoolgebouw, Hygieaplein 8-10, Amsterdam, 1921
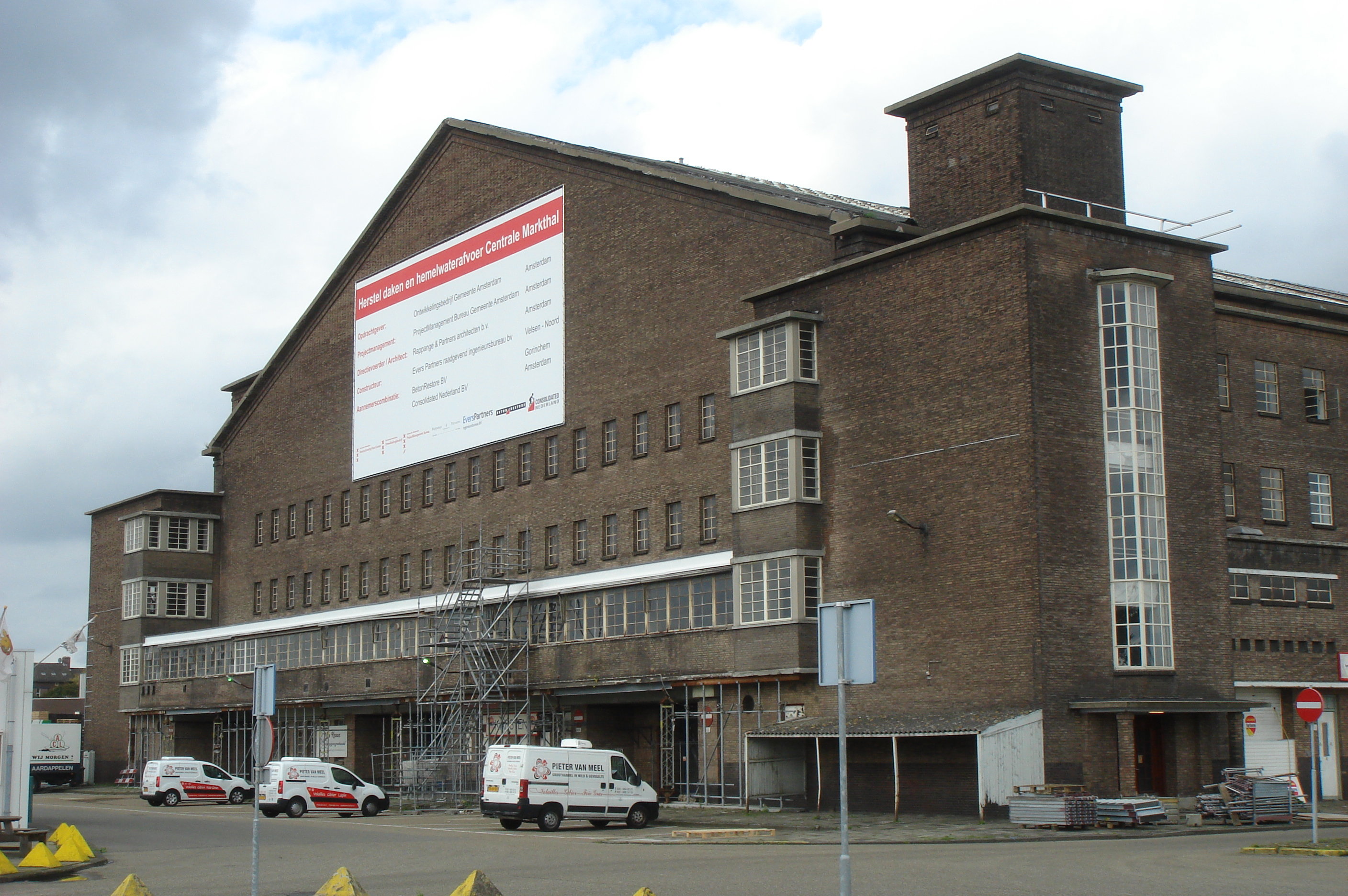
Centrale Markthal, Amsterdam, 1934

- Biografisch Portaal: 02710367
- Gemeinsame Normdatei: 1062582187
- International Standard Name Identifier: 0000 0003 8991 4847
- Library of Congress Control Number: no2015010570
- Nederlandse Thesaurus van Auteursnamen: 273420259
- RKD-Nederlands Instituut voor Kunstgeschiedenis: 92068
- Virtual International Authority File: 283422427
- WorldCat: E39PBJk4GxFrk4MbjGVCVvgMyd

1. ↑  https://web.archive.org/web/20181006195348/http://www.gergemkampen.nl/geschiedenis-gemeente